# Christian Beermann
Christian Beermann (* 10. Oktober 1974 (Anm.) in Beelen) ist ein deutscher Schauspieler.

## Leben
Christian Beermann war nach seiner schauspielerischen Ausbildung, die er von 2000 bis 2004 an der Hochschule für Schauspielkunst „Ernst Busch“ in Berlin absolvierte, am Schauspiel Köln und dem Berliner Ensemble engagiert. Seit Mitte 2007 ist Beermann freischaffend tätig und arbeitete seitdem unter anderem am Schauspiel Frankfurt, am Berliner Hebbel am Ufer und am Badischen Staatstheater Karlsruhe. Unter bekannten Regisseuren wie Peter Zadek, Claus Peymann, Jürgen Gosch oder Robert Schuster spielte er in Tschechows Kirschgarten, im Tartuffe, in Die schmutzigen Hände von Jean-Paul Sartre oder war der Schweizerkas in Brechts Mutter Courage.
Nach seiner Mitwirkung in verschiedenen Kurzfilmen sah man Christian Beermann 2005 zum ersten Mal auf dem Bildschirm. Er ist seitdem ein regelmäßig beschäftigter Darsteller in einer Vielzahl von bekannten Fernsehserien wie Großstadtrevier, Ein Fall für zwei oder Der Kriminalist, ferner wirkte er in einigen Tatort-Folgen mit.
Daneben ist Beermann auch als Hörspielsprecher und Sprecher von Hörbüchern tätig. Er lebt in Oldenburg und Berlin.

## Filmografie (Auswahl)
- 2005: Mörderische Erpressung (Fernsehfilm)
- 2005: Prinzessin (Kino)
- 2006: Das Duo: Auszeit (Fernsehreihe)
- 2007: Post Mortem – Beweise sind unsterblich (Fernsehserie, Folge Familiengrab)
- 2007: Tatort: Spätschicht (Fernsehreihe)
- 2008: Die Entdeckung der Currywurst (Kino)
- 2008: Die 25. Stunde (Fernsehfilm)
- 2018: Das Verhör (Kurzfilm)
- 2009: Küstenwache (Fernsehserie, Folge Sturz in den Tod)
- 2009: Die Pfefferkörner (Fernsehserie, Folge Maries Alleingang)
- 2009: Sterne über dem Eis
- 2009–2016: Notruf Hafenkante (Fernsehserie, verschiedene Rollen, 3 Folgen)
- 2009–2020: SOKO Leipzig (Fernsehserie, verschiedene Rollen, 5 Folgen)
- 2010: Der letzte Bulle (Fernsehserie, Folge Der verlorene Sohn)
- 2010: Polizeiruf 110: Einer von uns (Fernsehreihe)
- 2011: Das Ende einer Maus ist der Anfang einer Katze
- 2011: Heiter bis tödlich: Henker & Richter (Fernsehserie, Folge Gemopst)
- 2011: Ein Fall für zwei (Fernsehserie, Folge Schicksal)
- 2011: Blutzbrüdaz (Kino)
- 2011, 2016: Großstadtrevier (Fernsehserie, verschiedene Rollen, 2 Folgen)
- 2011: Tatort: Schwarze Tiger, weiße Löwen
- 2011: Der Fall Jakob von Metzler (Fernsehfilm)
- 2011: Container (Kurzfilm)
- 2011: Verbrechen (Fernsehfilm)
- 2012: Spreewaldkrimi: Feuerengel (Fernsehreihe)
- 2012: Claires Verhältnisse (Kurzfilm)
- 2012: Tatort: Ordnung im Lot
- 2012–2023: SOKO Köln (Fernsehserie, verschiedene Rollen, 4 Folgen)
- 2011, 2017: SOKO Wismar (Fernsehserie, verschiedene Rollen, 2 Folgen)
- 2013: Der Kriminalist (Fernsehserie, Folge Der Sobottka-Clan)
- 2013: Tatort: Spiel auf Zeit
- 2013: Mord in den Dünen
- 2014: Meer zwischen uns (Kurzfilm)
- 2014: Ein todsicherer Plan
- 2014: Kripo Holstein – Mord und Meer (Fernsehserie, Folge Bauer sucht Frau)
- 2014: Tatort: Mord ist die beste Medizin
- 2015: Rentnercops (Fernsehserie, Folge Neue Männer braucht das Land)
- 2015: Alarm für Cobra 11 – Die Autobahnpolizei (Fernsehserie, Folge Duell in der Wildnis)
- 2015: Im Namen meines Sohnes
- 2015: Herzensbrecher – Vater von vier Söhnen (Fernsehserie, Folge Das Kreuz mit der Wahrheit)
- 2016: Ein Fall von Liebe (Fernsehserie, Folge So ist das Gesetz)
- 2016: Kommissarin Heller: Nachtgang (Fernsehreihe)
- 2016: Tatort: Du gehörst mir
- 2016: Tatort: Taxi nach Leipzig
- seit 2016: In aller Freundschaft – Die jungen Ärzte (Fernsehserie)
- 2017: Der Gutachter: Ein Mord zu viel
- 2017: Ein Kind wird gesucht
- 2017: Bettys Diagnose (Fernsehserie, Folge Erkenntnisse)
- 2017: Babylon Berlin (Fernsehserie, 1 Folge)
- 2018: Friesland: Der Blaue Jan (Fernsehreihe)
- 2018: Gladbeck (Fernsehzweiteiler)
- 2018: SOKO Hamburg (Fernsehserie, Folge Junggesellenabschied)
- 2018: Jenny – echt gerecht (Fernsehserie, Folge Der Miethai)
- 2018: Schwartz & Schwartz: Mein erster Mord (Fernsehreihe)
- 2018: SOKO Stuttgart (Fernsehserie, Folge Babyklappe)
- 2019: Ostfriesensünde (Fernsehreihe)
- 2019: Sankt Maik (Fernsehserie, Folge Falsche Pfarrer küsst man nicht)
- 2019: SOKO Potsdam (Fernsehserie, Folge Fluch der guten Tat)
- 2019: Polizeiruf 110: Mörderische Dorfgemeinschaft
- 2019: Polizeiruf 110: Tod einer Journalistin
- 2019: Plötzlich so still (Fernsehfilm)
- 2020: Tatort: Tschill Out
- 2020: Die verlorene Tochter (Fernsehsechsteiler, 5 Folgen)
- 2020: Wir Kinder vom Bahnhof Zoo
- 2020: Heldt (Fernsehserie, Folge Die Träume der Anderen)
- 2021: Charité (Fernsehserie, 4 Folgen)
- 2021: Plötzlich so still (Fernsehfilm)
- 2022: Praxis mit Meerblick – Was wirklich zählt (Fernsehreihe)
- 2022: Polizeiruf 110: Seine Familie kann man sich nicht aussuchen
- 2022: Nazijäger – Reise in die Finsternis (TV-Dokudrama)
- 2023: German Crime Story: Gefesselt (Serie)
- 2023: Die Heiland – Wir sind Anwalt (Fernsehserie, Folge Biggis Blond)
- 2023: SOKO Leipzig (Fernsehserie, Folge Zaubermittel)
- 2023: Liebes Kind (Miniserie)
- 2023: Hotel Mondial (Fernsehserie, Folge Revanche)

## Auszeichnungen
- 2006: FIRST STEPS Award & German Independence Award für Prinzessin
- 2018: Deutscher Schauspielpreis, Kategorie Ensemble
- 2024: International Emmy Award für Liebes Kind, Netflix

## Hörspiele
- 2005: Der Ritter und seine Knappen (1. und 2. Teil) – Regie: Petra Feldhoff
- 2005: Die Sonne der Sterbenden – Regie: Claudia Johanna Leist und Claudia Wilhelmine Stang
- 2005: Mein Leben mit Mozart – Regie: Angeli Backhausen
- 2005: Heimerans Höhle – Regie: Alexander Schuhmacher
- 2006: Jesus und die Mühlen von Cölln (1. Teil: Die Mühle des Teufels) – Regie: Martin Zylka
- 2006: Jesus und die Mühlen von Cölln (2. Teil: Das Gold in den Gassen) – Regie: Martin Zylka
- 2006: Jesus und die Mühlen von Cölln (3. Teil: Die Mühle im Mond) – Regie: Martin Zylka
- 2006: Heraklit-Fragmente – Regie: keine Angabe
- 2006: Selbstlos – Regie: Angeli Backhausen